# 오하이오급 잠수함
오하이오급 원자력 잠수함(영어: Ohio class of nuclear-powered submarine)은 1972년 러시아가 전략원잠(SSBN)인 델타-I를 취역시키자 이에 맞서 대항하는, 한때 세계에서 제일 큰 잠수함이었다. (지금은 러시아의 타이푼급 잠수함이 가장 크다.) 2개의 스팀터빈과 1개의 가압수로형 원자로가 탑재돼 있으며,탄도탄미사일인 트라이던트-2를 24발이나 적재할 수 있다.

## 역사
영국의 뱅가드, 프랑스의 르 트리옹팡, 미국의 오하이오는 NATO(North Atlantic Treaty Organization)의 전략원잠의 핵심전력이다.
오하이오급의 척당 가격은 30억 달러 (2020년, 3조 6천억원)이다. 창정비를 하는데 척당 10억 달러(2008년, 1조 2천억원)가 들었다.
2004년, 한국은 열출력 200 MWt BANDI-60 핵잠수함용 원자로의 기본설계를 마쳤다. 수중배수량 18750톤인 오하이오급은 열출력 220 MWt S8G 원자로 1기를 장착했다. 이에 대적하는 러시아의 최신형 전략원잠은 보레이급 잠수함이다. 수중배수량 24000톤인 보레이급은 열출력 200 MWt OK-650 원자로 1기를 장착했다.

## SLBM
UGM-133 트라이던트 II SLBM 24발을 탑재한다. 한 발은 12개의 475 kt W88 핵탄두를 탑재한다.
오하이오급은 18척이 건조되었다. 오하이오 미시건 플로리다 조지아는 SLBM을 제거하고, 대신 토마호크 순항 미사일을 장착했다.

## 같이 보기
- 잠수함 발사 탄도 미사일

## 참조
1. 1 2  Polmar, Norman "The U. S. Navy Electronic Warfare (Part 1)" United States Naval Institute Proceedings October 1979 p.137